# Polysaccum
Polysaccum is een geslacht van schimmels uit de familie van de Sclerodermataceae. De typesoort is Polysaccum crassipes.

## Soorten
Volgens Index Fungorum bevat het geslacht elf soorten (peildatum december 2021):
| Soortnaam              | Auteur(s)                        | Publicatiejaar |
| ---------------------- | -------------------------------- | -------------- |
| Polysaccum arhizum     | (Scop.) Rabenh.                  | 1844           |
| Polysaccum boreale     | P. Karst.                        | 1866           |
| Polysaccum boudieri    | Lloyd                            | 1904           |
| Polysaccum cranium     | Lév.                             | 1848           |
| Polysaccum herculeum   | (Pall.) Fr.                      | 1829           |
| Polysaccum leptothecum | Reichardt                        | 1866           |
| Polysaccum piriformis  | Rodway ex Y.S. Chang & Kantvilas | 1993           |
| Polysaccum pusillum    | Har. & Pat.                      | 1903           |
| Polysaccum pygmaeum    | Lloyd                            | 1924           |
| Polysaccum tinctorium  | Mont.                            | 1840           |
| Polysaccum umbrinum    | (Cooke & Massee) Lloyd           | 1905           |